# Hernando de Arias y Ugarte
Hernando de Arias y Ugarte (9 de setembro de 1561 – 27 de janeiro de 1638) foi um prelado católico romano neo-granadino espanhol que serviu como arcebispo de Lima (1628–1638), arcebispo de La Plata o Charcas (1624–1628), arcebispo de Santafé en Nueva Granada (1616–1625) e Bispo de Quito (1613–1616).

## Biografia
Arias y Ugarte nasceu em Bogotá. Foi ordenado padre provavelmente em 1608, por Dom Juan Pérez de Espinosa, OFM Obs., bispo de Santiago do Chile. Em 22 de abril de 1613, o Papa Paulo V o nomeou Bispo de Quito. Recebeu a ordenação episcopal em 28 de setembro de 1614, em Lima, através de Dom Bartolomé Lobo Guerrero, Arcebispo de Lima. Foi promovido a arcebispo de Santafé en Nueva Granada em 14 de março de 1616, pelo Papa Paulo V. Em 15 de abril de 1624, o Papa Urbano VIII o nomeou arcebispo de La Plata o Charcas, enquanto no ano seguinte, aos 30 de julho de 1625 renunciou a Santafé en Nueva Granada. Sua última posição foi como Arcebispo de Lima, a qual foi nomeado em 4 de março de 1628 e confirmado pelo Papa Urbano VIII em 29 de maio. Foi instalado em Lima em 14 de fevereiro de 1630, onde serviu até sua morte. Foi sepultado na Catedral de Lima. 

## Sucessão episcopal
Enquanto bispo, foi o consagrador principal de:
- Leonel de Cervantes y Caravajal, Bispo de Santa Marta;
- Feliciano de la Vega Padilla, Bispo de Popayán;
- Melchor Maldonado y Saavedra, Bispo de Córdoba;
- Pedro de Villagómez Vivanco, Bispo de Arequipa; e
- Francisco de la Serna, Bispo do Paraguai.